# Byasa alcinous
Byasa alcinous es una especie de mariposas de la familia de los papiliónidos.
Se encuentra en Asia.